# Харпезавр Модильяни
Харпезавр Модильяни (лат. Harpesaurus modiglianii) — вид ящериц из семейства агамовых (Agamidae). Эндемик острова Суматра (Индонезия).

## История изучения
Первый экземпляр (взрослый самец) был добыт в 1891 году на севере Суматры в лесу Си-Рамбе, однако формальное описание было опубликовано лишь в 1933 году итальянским врачом и ихтиологом Дечо Винчигуэррой. Видовое название дано в честь итальянского антрополога и зоолога Элио Модильяни, собравшего первый экземпляр.
Эта находка оставалась единственной до 2018 года, когда была обнаружена популяция этого вида в вулканической кальдере, окружающей озеро Тоба.